# Grazielia
Grazielia es un género de plantas perteneciente a la familia Asteraceae. Comprende 13 especies descritas y de estas, solo 8 aceptadas.  Es originario de Brasil.

## Descripción
Las plantas de este género sólo tienen disco (sin rayos florales) y los pétalos son de color blanco, ligeramente amarillento blanco, rosa o morado (nunca de un completo color amarillo).

## Taxonomía
El género fue descrito por R.M.King & H.Rob. y publicado en Phytologia 23(3): 305. 1972. La especie tipo es: Grazielia dimorpholepis (Baker) R.M.King & H.Rob.

## Especies aceptadas
A continuación se brinda un listado de las especies del género Grazielia aceptadas hasta junio de 2012, ordenadas alfabéticamente. Para cada una se indica el nombre binomial seguido del autor, abreviado según las convenciones y usos.
- Grazielia bishopii R.M.King & H.Rob.
- Grazielia dimorpholepis (Baker) R.M.King & H.Rob.
- Grazielia gaudichaudeana (DC.) R.M.King & H.Rob.
- Grazielia intermedia (DC.) R.M.King & H.Rob.
- Grazielia mollicoma (B.L.Rob.) R.M.King & H.Rob.
- Grazielia mollissima (Sch.Bip. ex Baker) R.M.King & H.Rob.
- Grazielia nummularia (Hook. & Arn.) R.M.King & H.Rob.
- Grazielia schultzii R.M.King & H.Rob.